# Mu isamaa, mu õnn ja rõõm
Mu isamaa, mu õnn ja rõõm (« Ma patrie, mon bonheur et ma joie ») est l'hymne national de l'Estonie. Les paroles sont de Johann Voldemar Jannsen. La musique, due à Friedrich Pacius, est identique à celle de Maamme, l'hymne national finlandais, ainsi que de celle de Min izāmō, min sindimō, l'hymne national livonien.

## Paroles
| Paroles en estonien | Traduction en français | |
| --- | --- | --- |
| \| Latin estonien \| Cyrillique estonien \| Transcription API \| \| ---------------------------------------------------------------------------------------------------------------------------------------------------------------------------------------------------------------------------------------------------------------------------------------------------------------------------------------------------------------------------------------------------------------------------------------- \| --------------------------------------------------------------------------------------------------------------------------------------------------------------------------------------------------------------------------------------------------------------------------------------------------------------------------------------------------------------------------------------------------------------- \| --------------------------------------------------------------------------------------------------------------------------------------------------------------------------------------------------------------------------------------------------------------------------------------------------------------------------------------------------------------------------------------------------------------------------------------------------------------------------------------------------------------------------------------------------------------------------- \| \| Mu isamaa, mu õnn ja rõõm, kui kaunis oled sa! Ei leia mina iial teal see suure, laia ilma peal, mis mul nii armas oleks ka, kui sa, mu isamaa! Sa oled mind ju sünnitand ja üles kasvatand; sind tänan mina alati ja jään sull' truuiks surmani, mul kõige armsam oled sa, mu kallis isamaa! Su üle Jumal valvaku mu armas isamaa! Ta olgu sinu kaitseja ja võtku rohkest õnnista, mis iial ette võtad sa, mu kallis isamaa![1],[2],[3] \| Му исамаа, му ынь я рыым, куй каунис олэд са! Эй лэя мина иял тэал сээ суурэ, лая илма пэал, мис мул ний армас олэкс ка, куй са, му исамаа! Са олэд минд ю сӱннитанд я ӱлэс касватанд; синд тӓнан мина алати я я̈ӓн суль трууйкс сурмани, мул кыйгэ армсам олэд са, му каллис исамаа! Су ӱлэ Юмал валваку му армас исамаа! Та олгу сину кайцэя я вытку рохкэст ынниста, мис иял эттэ вытад са, му каллис исамаа! \| [mu ˈi.sɑ̝.mɑ̝ː mu ɤnʲ jɑ̽ rɤːm ǀ] [kui̯ ˈkɑ̝u̯.nis ˈo.let̬ sɑ̝ ǁ] [ei̯ ˈlei̯.ɑ̽ ˈmi.nɑ̝ ˈiː.ɑ̽l teɑ̝̯l] [se̞ː ˈsuː.re̞ ˈlɑ̽i̯.ɑ̽ ˈil.mɑ̝ peɑ̝̯l ǀ] [mis mul niː ˈɑ̝r.mɑ̝s ˈo.leks kɑ̝ ǀ] [kui̯ sɑ̝ː mu ˈi.sɑ̝.mɑ̝ː ǁ] [sɑ̝ ˈo.let̬ mint̬ ju̟ ˈsÿn.ni.tɑ̝nt̬] [jɑ̽ ˈÿ.les ˈkɑ̝s.ʋɑ̝.tɑ̝nt̬ ǁ] [sint̬ ˈtæ̈.nɑ̝n ˈmi.nɑ̝ ˈɑ̝.lɑ̝.ti] [jɑ̽ jæ̈ːn sulʲ ˈtru̟ː.iks ˈsur.mɑ̝.ni ǀ] [mul ˈkɤi̯.k̬e̞ ˈɑ̝rm.sɑ̝m ˈo.let̬ sɑ̝ ǀ] [mu ˈkɑ̝l.lis ˈi.sɑ̝.mɑ̝ː ǁ] [su ˈÿ.le̞ ˈju̟.mɑ̝l ˈʋɑ̝l.ʋɑ̝.ku] [mu ˈɑ̝r.mɑ̝s ˈi.sɑ̝.mɑ̝ː ǁ] [tɑ̝ ˈol.k̬u ˈsi.nu ˈkɑ̽i̯t.se.jɑ̽] [jɑ̽ ˈʋɤt.ku ˈrox.kest ˈɤn.nis.tɑ̝ ǀ] [mis ˈiː.ɑ̽l ˈet.te̞ ˈʋɤ.tɑ̝t̬ sɑ̝ ǀ] [mu ˈkɑ̝l.lis ˈi.sɑ̝.mɑ̝ː ǁ] \| | Ma patrie, mon bonheur et ma joie, Comme tu es belle ! Je ne trouverai jamais ici, Dans ce grand et vaste monde, Quelque chose qui me soit aussi cher Que toi, ma patrie ! Tu m'as donné la vie Et tu m'as élevé. Toujours je te remercierai Et je te resterai fidèle jusqu'à la mort. Tu es ce que j'aime le plus, Ma chère patrie ! Que Dieu veille sur toi, Ma chère patrie! Qu'il soit ton protecteur Et qu'il bénisse en abondance Tout ce que tu entreprendras, Ma chère patrie ! | |
| Latin estonien | Cyrillique estonien | Transcription API |
| Mu isamaa, mu õnn ja rõõm, kui kaunis oled sa! Ei leia mina iial teal see suure, laia ilma peal, mis mul nii armas oleks ka, kui sa, mu isamaa! Sa oled mind ju sünnitand ja üles kasvatand; sind tänan mina alati ja jään sull' truuiks surmani, mul kõige armsam oled sa, mu kallis isamaa! Su üle Jumal valvaku mu armas isamaa! Ta olgu sinu kaitseja ja võtku rohkest õnnista, mis iial ette võtad sa, mu kallis isamaa!, | Му исамаа, му ынь я рыым, куй каунис олэд са! Эй лэя мина иял тэал сээ суурэ, лая илма пэал, мис мул ний армас олэкс ка, куй са, му исамаа! Са олэд минд ю сӱннитанд я ӱлэс касватанд; синд тӓнан мина алати я я̈ӓн суль трууйкс сурмани, мул кыйгэ армсам олэд са, му каллис исамаа! Су ӱлэ Юмал валваку му армас исамаа! Та олгу сину кайцэя я вытку рохкэст ынниста, мис иял эттэ вытад са, му каллис исамаа!                                                                         | [mu ˈi.sɑ̝.mɑ̝ː mu ɤnʲ jɑ̽ rɤːm ǀ] [kui̯ ˈkɑ̝u̯.nis ˈo.let̬ sɑ̝ ǁ] [ei̯ ˈlei̯.ɑ̽ ˈmi.nɑ̝ ˈiː.ɑ̽l teɑ̝̯l] [se̞ː ˈsuː.re̞ ˈlɑ̽i̯.ɑ̽ ˈil.mɑ̝ peɑ̝̯l ǀ] [mis mul niː ˈɑ̝r.mɑ̝s ˈo.leks kɑ̝ ǀ] [kui̯ sɑ̝ː mu ˈi.sɑ̝.mɑ̝ː ǁ] [sɑ̝ ˈo.let̬ mint̬ ju̟ ˈsÿn.ni.tɑ̝nt̬] [jɑ̽ ˈÿ.les ˈkɑ̝s.ʋɑ̝.tɑ̝nt̬ ǁ] [sint̬ ˈtæ̈.nɑ̝n ˈmi.nɑ̝ ˈɑ̝.lɑ̝.ti] [jɑ̽ jæ̈ːn sulʲ ˈtru̟ː.iks ˈsur.mɑ̝.ni ǀ] [mul ˈkɤi̯.k̬e̞ ˈɑ̝rm.sɑ̝m ˈo.let̬ sɑ̝ ǀ] [mu ˈkɑ̝l.lis ˈi.sɑ̝.mɑ̝ː ǁ] [su ˈÿ.le̞ ˈju̟.mɑ̝l ˈʋɑ̝l.ʋɑ̝.ku] [mu ˈɑ̝r.mɑ̝s ˈi.sɑ̝.mɑ̝ː ǁ] [tɑ̝ ˈol.k̬u ˈsi.nu ˈkɑ̽i̯t.se.jɑ̽] [jɑ̽ ˈʋɤt.ku ˈrox.kest ˈɤn.nis.tɑ̝ ǀ] [mis ˈiː.ɑ̽l ˈet.te̞ ˈʋɤ.tɑ̝t̬ sɑ̝ ǀ] [mu ˈkɑ̝l.lis ˈi.sɑ̝.mɑ̝ː ǁ] |